# Lista de partidos trabalhistas
A designação Partido Trabalhista é utilizada por vários partidos políticos do mundo. Os partidos trabalhistas são em geral de orientação social-democrata, vinculados à II Internacional e historicamente ligados ao movimento sindical.

## Partidos trabalhistas ativos
| País                           | Partido |
| ------------------------------ | --- |
| África do Sul                  | Partido Trabalhista (Novo) |
| Antígua                        | Partido Trabalhista de Antígua |
| Antilhas Holandesas            | Partido Trabalhista Cruzada Popular                                                                                                  |
| Arménia                        | Partido Trabalhista Unido (Arménia)                                                                                                  |
| Austrália                      | Partido Trabalhista (Australiano) |
| Barbados                       | Partido Trabalhista de Barbados Partido Democrático Trabalhista (Barbados)                                                           |
| Brasil                         | Partido dos Trabalhadores Partido Democrático Trabalhista Partido Renovador Trabalhista Brasileiro Solidariedade                     |
| Coreia do Sul                  | Partido Trabalhista (Coreia do Sul)                                                                                                  |
| Domínica                       | Partido Trabalhista da Dominica |
| Estados Unidos                 | Partido Trabalhista (Estados Unidos) Minnesota Democratic–Farmer–Labor Party                                                         |
| Fiji                           | Partido Trabalhista de Fiji |
| Geórgia                        | Partido Trabalhista (Georgiano) |
| Gibraltar                      | Partido Trabalhista Socialista de Gibraltar                                                                                          |
| Granada                        | Partido Trabalhista Unido de Granada                                                                                                 |
| Ilha de Man                    | Partido Trabalhista de Man |
| Ilhas Salomão                  | Partido Trabalhista das Ilhas Salomão                                                                                                |
| Irlanda                        | Partido Trabalhista (Irlanda) |
| Israel                         | Partido Trabalhista Israelense |
| Jamaica                        | Partido Trabalhista (Jamaicano) |
| Libéria                        | Partido Trabalhista da Libéria |
| Lituânia                       | Partido Trabalhista (Lituânia) |
| Malta                          | Partido Trabalhista de Malta |
| Maurícia                       | Partido Trabalhista Mauriciano |
| México                         | Partido Trabalhista (México) |
| Noruega                        | Partido Trabalhista Norueguês |
| Nova Zelândia                  | Partido Trabalhista da Nova Zelândia                                                                                                 |
| Países Baixos                  | Partido Trabalhista (Neerlandês) |
| Papua-Nova Guiné               | Partido Popular Trabalhista (Papua-Nova Guiné)                                                                                       |
| Paquistão                      | Partido Trabalhista do Paquistão |
| Polónia                        | Partido do Trabalho (Polónia) |
| Portugal                       | Partido Trabalhista Português |
| Reino Unido                    | Partido Trabalhista do Reino Unido Partido Trabalhista Escocês Partido Trabalhista e Socialista Partido Trabalhista do País de Gales |
| Reino Unido (Irlanda do Norte) | Partido Trabalhista e Social-Democrata                                                                                               |
| Santa Lúcia                    | Partido Trabalhista de Santa Lucia                                                                                                   |
| São Cristóvão e Nevis          | Partido Trabalhista de São Cristóvão e Nevis                                                                                         |
| São Vicente e Granadinas       | Partido da Unidade Trabalhista |
| Sérvia                         | Partido do Trabalho (Sérvia) |
| Suécia                         | Partido Social-Democrata |
| Suíça                          | Partido Trabalhista (Suíça) |
| Suriname                       | Partido Trabalhista (Surinamese) |
| Taiwan                         | Partido Trabalhista |
| Tanzânia                       | Partido Trabalhista da Tanzânia |
| Turquia                        | Partido Trabalhista |
| Ucrânia                        | Partido Trabalhista da Ucrânia |